# Sellaoua Announa
Sellaoua Announa è un comune dell'Algeria, situato nella provincia di Guelma.